# Новосибирский шахматный клуб
Новосибирский городской шахматный клуб — шахматная организация, расположенная в Железнодорожном районе Новосибирска. Основан в 1971 году.

## История
26 мая 1971 года решением исполкома Новосибирского городского Совета депутатов трудящихся № 361 был создан шахматный клуб.
В 1989 году команда клуба становится чемпионом СССР среди шахматных клубов.
В 1997 году команда международных гроссмейстеров, в которой состояли С. Рублевский, А. Халифман, К. Сакаев, А. Гольдин, М. Макаров, А. Хасин и А. Фоминых, становится бронзовым призёром XII Кубка Европы по шахматам среди клубных команд. В этом же году новосибирская команда шахматистов «Новая Сибирь» стала чемпионом России.

## Члены клуба
- Александр Владиленович Гольдин